# Maison de Berghes-Saint-Winock
Pour les articles homonymes, voir Berghes.
La Maison de Berghes-Saint-Winock est une ancienne famille de la noblesse française et belge.
Elle remonte au IXe siècle, avec Gobert Ier de Berghes.

## Histoire
La maison de Berghes-Saint-Winock, ville de Bergues actuelle, remonte au IXesiècle. Elle tient son origine dans la châtellenie de Bergues dont les membres de la famille sont châtelains vicomtes héréditaires.
La lettre d'érection en principauté de la terre de Râches le 30 décembre 1681 par le roi d'Espagne au profit d'Eugène de Berghes, comte de Râches, seigneur de Boubers, (branche de Berghes-Cassel ci-dessous) dit qu'elle est connue depuis 975. Elle a toujours servi ses princes. Elle a possédé à l'origine de nombreuses terres : châtellenie et vicomté de Berghes-Saint-Winock, Ardres, Bourbourg, Marquise, Colwede, Cohem, Beurs, Marquilly, Mesnil, Graincourt, Olhain, Boubers, Plantin, Râches, Étrée, Lumay, Nomain, Obrelieu La Tour, Arleux, Mouriez, Fromentel, etc. La famille s'est alliée avec toutes les premières familles de l'Artois et du comté de Flandre : familles de Saint-Pol, Guînes, Gand, Wavrin, Ghistelles, Saveuse, Créquy, Longueval, Hallewyn, Jausse, Mastaing, etc..

## Généalogie

### Branche de Berghes-Cassel
La branche de Berghes-Cassel est la branche aînée de la Maison de Berghes-Saint-Winock. Le chef de cette branche était celui de la Maison tout entière. Elle est issue de Wildo de Berghes-Saint-Winoch (1132-1186), fils aîné de Gilbert Ier.
La situation des seigneuries possédées par les Berghes avant la Révolution en fait successivement des sujets du Roi d'Espagne, puis, à partir de la fin du XVIIe siècle, du Roi de France.

#### Un titre espagnol
L'un des représentants de cette branche, Eugène-Louis de Berghes Saint Winock, comte de Râches, par lettres patentes du roi Charles II d'Espagne du 29 mai 1665, obtient du même souverain l'érection du comté en principauté de Râches, par lettres datées de Madrid le 30 décembre 1681.
Le 27 janvier 1682, Eugène de Berghes prête serment en tant que prince de Râches. Il meurt sans enfants et sans avoir fait le choix d'une terre pour lui appliquer le nom de principauté de Râches. Cette principauté passe alors à son frère Charles-Alexandre de Berghes, chevalier du conseil de guerre du roi, colonel d'un régiment d'infanterie allemande. Puis elle échet à sa fille Marie-Françoise de Berghes, son unique héritière, nièce d'Eugène. Cette dame devenue princesse et comtesse de Râches, a épousé Philippe-Ignace de Berghes, et déclare avec autorisation de son mari, appliquer le titre de principauté de Râches sur sa terre de Zetrud-Lumay au comté de Namur, en terre espagnole.

#### Des titres français
Philippe-Ignace de Berghes, seigneur d'Olhain, Nomaing, , etc., obtient du roi de France Louis XIV, par lettres données à Marly en août 1701, l'union de la terre de Boubers au comté de Râches, sous le titre de principauté de Râches.
Des lettres données aussi à Marly et enregistrées le 19 octobre 1701, confirment le titre de principauté donné à la terre de Râches, près de Douai, en faveur de Philippe-Ignace de Berghes, prince de Râches, et de Marie-Françoise de Berghes, princesse de Râches, son épouse et sa cousine. Elles rappellent l'obtention en 1681 du titre de prince par Eugène de Berghes, oncle de l'épouse, et la désignation en septembre 1698, par Philippe-Ignace de Berghes et son épouse de la terre de Zetrud-Lumay pour en porter le titre. Leur fille aînée Louise-Alphonsine de Berghes meurt en septembre 1713 en couches, quelques mois après son mariage avec Louis de Montesquiou d'Artagnan, neveu du maréchal de Montesquiou; leur fille cadette, Marie-Joséphine-Isabelle de Berghes, héritière de Louise-Alphonsine, épouse le 24 avril 1715, son oncle paternel Jean-Joseph, vicomte de Berghes, devenu par ce mariage prince de Râche.
Depuis, désirant vivre sous la domination du roi de France, ils demandent le transfert du titre sur leur comté de Râches, près de Douai, qui est un bourg paroisse ayant toutes les justices et de nombreux droits seigneuriaux ainsi que plusieurs fiefs qui en relèvent et qui, avec l'union de la terre de Boubers, sise au comté d'Artois et relevant du château d'Hesdin, en a fait une terre d'un revenu considérable et peut aisément soutenir le nom, titre et qualité de principauté.
En décembre 1731, sont données des lettres patentes, enregistrées le 20 mars 1732, qui réunissent les seigneuries de Fortel-en-Artois et la baronnie de Ligny-sur-Canche à la principauté de Râches et ordonnent qu'à défaut d'enfant mâle de Jean-Joseph de Berghes et de Marie-Josèphe-Isabelle de Berghes, son épouse, il y ait substitution pour le titre de prince de Râches, en faveur de la fille qui se trouvera la plus proche, à la charge de celui avec qui elle sera mariée de prendre et porter les armes de Berghes-Râches. Jean-Joseph de Berghes est le frère cadet de Philippe-Ignace et Marie-Joseph-Isabelle de Berghes, son épouse est la fille et héritière du défunt Philippe-Ignace, (Jean-Joseph a donc épousé sa nièce).
Les terres de Fortel-en-Artois et de Ligny-sur-Canche ont été acquises par Jean-Joseph de Berghes et son épouse par retrait, (retrait lignager), comme lignage de dame Claude de Bourbon sa trisaïeule. Fortel-en-Artois est mouvante du roi à cause du château d'Hesdin, Ligny-sur-Canche relève de l'évêque d'Amiens.
Ils demandent aussi la substitution masculine, graduelle et perpétuelle portée par leur testament du 18 février 1729, ce qui leur est accordé.
Au XVIIIe siècle, la Maison de Berghes est admise aux honneurs de la Cour du Roi de France en 1768 et 1781, sur preuves de sa filiation remontant à 1248.
À cette époque, la famille est représentée par deux frères :
L'aîné, Philippe-Adrien-Joseph-Ghislain de Berghes Saint Winock, prince de Raches (1742-1773), meurt prématurément, laissant de son mariage avec Marie-Thérèse de Castellane, uniquement une fille, héritière du château de Boubers sur Canche, Constantine-Fortunée de Berghes Saint Winoc, princesse de Raches, morte en 1814, épouse de Jean Charles Victorin de Lasteyrie du Saillant.
Le plus jeune des deux frères, François-Désiré-Marc-Ghislain de Berghes Saint Winock (1747-1802), laisse trois enfants de son mariage avec Agnès de Saint-Blimont (1755-1852).
Un de ses fils, Charles-Alphonse-Désiré-Eugène de Berghes Saint Winock, héritier du château d'Olhain, reçoit du roi de France Charles X, par ordonnance du 5 novembre 1827, le titre de Pair de France héréditaire, puis, par lettres patentes du même souverain, le 30 juin 1829, le titre de duc-pair héréditaire sur institution de majorat,.
Son petit-fils, Pierre de Berghes Saint-Winock, ancien élève de Saint-Cyr (promotion 1866-1868), meurt pour la France le 23 octobre 1870 de blessures reçues à la bataille de Sedan.
Cette branche s'est éteinte en 1907, à  la mort de son autre petit-fils, le troisième et dernier duc, Ghislain de Berghes-Saint-Winock, sans descendance.

### Branche de Berghes-Berghes
La branche de Berghes-Berghes, ou Van den Bergh, est une branche cadette de la maison de Berghes-Saint-Winock, issue d'Elbodon de Berghes-Saint-Winoch (1133-1188), fils cadet de Gilbert Ier. Cette branche s'établit en Gueldre, aux Pays-Bas, vers le XIIIe siècle. Ses représentants portèrent le titre de comtes souverains de Bergh (cf. Bergh).
Elle tire son deuxième nom de la ville de Bergh (Gueldre), mais la similitude de ce nom avec le nom de leur famille fit que les Van den Bergh furent appelés Berghes-Berghes en France. Par mariage, ils eurent aussi le marquisat de Berg-op-Zoom dans la 1re moitié du XVIIe siècle.
Cette branche s'est éteinte en 1658, avec la mort sans descendance du dernier comte Guillaume-Henrik de Bergh.

## Pour approfondir